# Burgemeesterswijk (Arnhem)
De Burgemeesterswijk (ook wel Burgemeesterskwartier genoemd) ligt in het noordwesten van de Nederlandse gemeente Arnhem. De wijk is grotendeels gebouwd aan het begin 20e eeuw. De meeste straten in de wijk zijn vernoemd naar Arnhemse burgemeesters en wethouders.
De wijk wordt begrensd door de straten Zijpendaalseweg, met aan de overkant Park Sonsbeek, Amsterdamseweg, Bakenbergseweg en Izaak Evertslaan.

## Geschiedenis
De Burgemeesterswijk was oorspronkelijk een villawijk. Eenvoudigere panden staan vooral in de noordwestelijke hoek rond de Van Eckstraat. Na 1910 werd in het noordoosten van de wijk een uitbreiding aangelegd. Deze bestond uit de Cordesstraat, de Jollesstraat en de Röellstraat.

### Amsterdamseweg
De Amsterdamseweg heette eerder Harderwijkerweg en tot ongeveer 1830 Weg naar Bavoort. Het vormt de zuidelijk grens van de wijk en maakt deel uit van de N224. De bebouwing bestaat vooral uit etagewoningen gebouwd in de jaren dertig na de sloop van villa's en herenhuizen. Tussen Van Pallandtstraat en Pels Rijckenstraat staan nog enkele villa's uit begin twintigste eeuw.
Als kind woonde Mart Smeets op nummer 46, inmiddels gesloopt door uitbreiding van Station Arnhem.

### Bakenbergseweg
De Bakenbergseweg vormt de westelijk grens van de wijk. Deze weg liep naar landgoed De Bakenberg. Op de hoek van Bakenbergseweg en de Holleweg, in 1915 omgedoopt in Izaak Evertslaan, stond vanaf 1893 een watertoren. Op nummer 22 woonde vanaf 1937 architect G.J. Veenstra, NSB'er en leider van de Technische Nooddienst tijdens de evacuatie van Arnhem in 1944/45.

### Bouriciusstraat

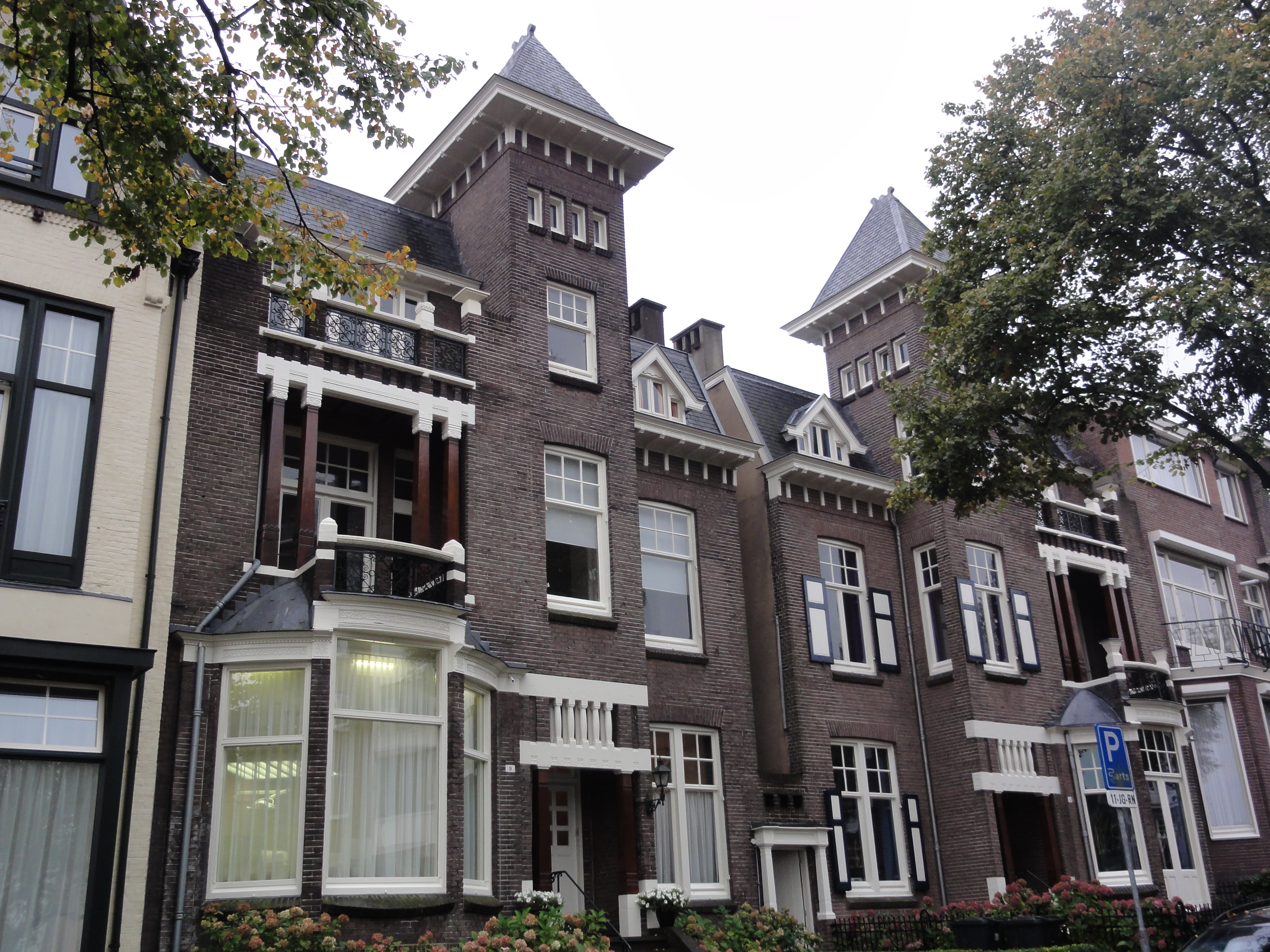
Bouriciusstraat 9 en 11

De Bouriciusstraat is vernoemd naar burgemeester Roeland Jan Bouricius, burgemeester van Arnhem van 1816 tot 1824. De straat bestaat vooral uit rijen aaneengesloten herenhuizen gebouwd tussen 1910 en 1915. De herenhuizen op Bouriciusstraat 9 en 11 zijn rijksmonument. Nummer 15 is mogelijk een ontwerp van Willem Diehl.

### Brantsenstraat
De Brantsenstraat is vernoemd naar de familie Brantsen. Gerard Brantsen was burgemeester van Arnhem in onder meer 1762 en 1765 en Johan Brantsen in 1788 en 1790. D.W.G.J. baron Brantsen bewoonde Kasteel Zijpendaal toen de gemeenteraad in 1904 besloot een straat naar de familie te vernoemen.
In deze straat stond jarenlang de Tamboersbosjeschool. Op nummer 18 woonde begin jaren vijftig architect J.C. Spreij, leerling van architect Willem Diehl en onder meer betrokken bij het Vestagebouw.

### Burgemeestersplein

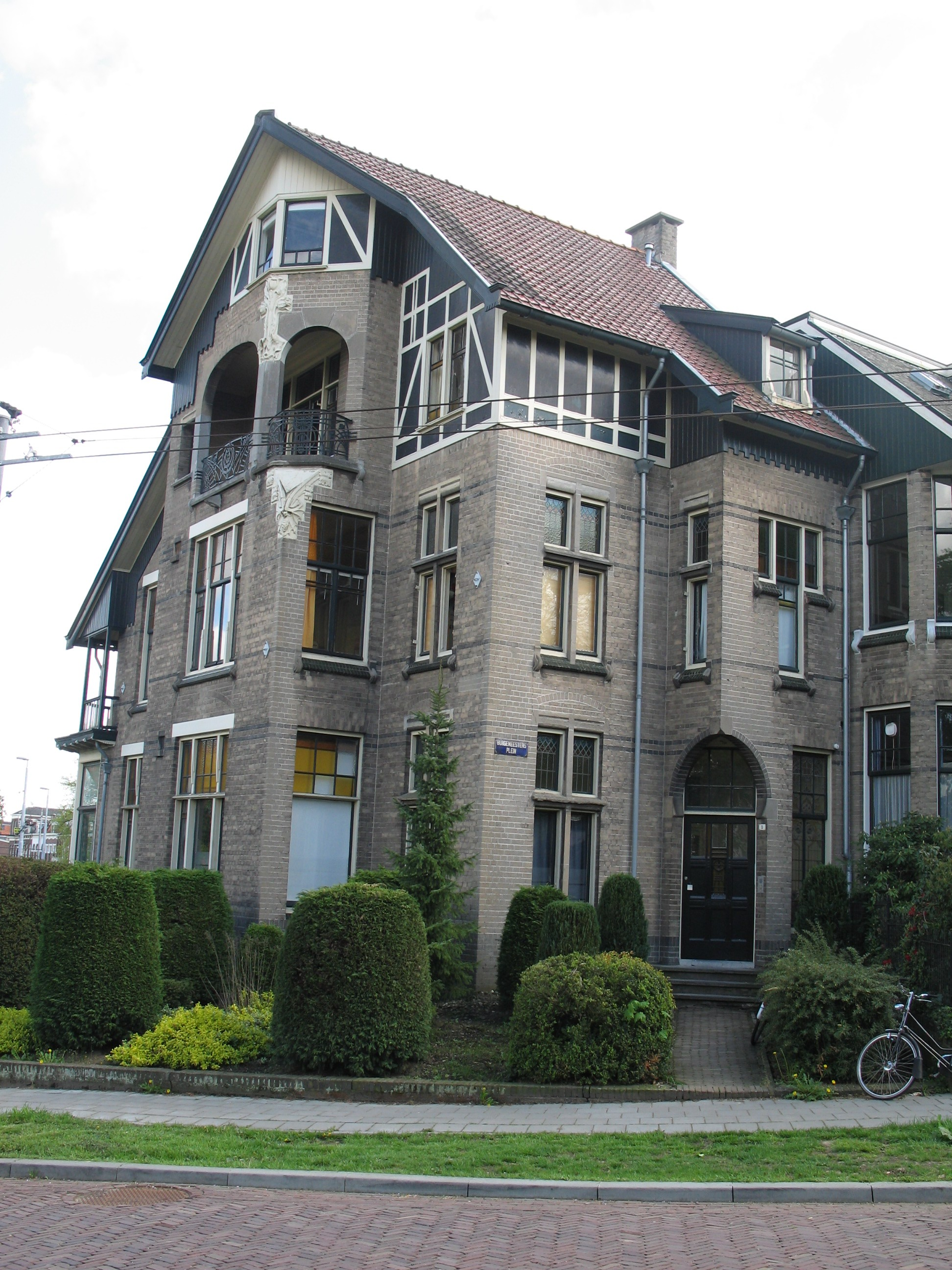
Burgemeesterplein 1

De straatnaam Burgemeestersplein werd vastgelegd in 1913. De nummers 1, 2 en 3 zijn rijksmonument. Op het plein staat een borstbeeld van Audrey Hepburn, ontworpen door Kees Verkade. Het beeld werd in 1994 onthuld door cabaretier Paul van Vliet. Hepburn zat rond 1940 op de Openbare Lagere School nr. 21, gelegen op de plek Tamboerbosje aan de Brantsenstraat.
Op nummer 11 woonde in 1942 Siebe Jan Bouma, toenmalig directeur van het Nederlands Openluchtmuseum. Ook de actrices Nettie Blanken en Josée Ruiter woonden ooit op het Burgemeestersplein.

### Cordesstraat

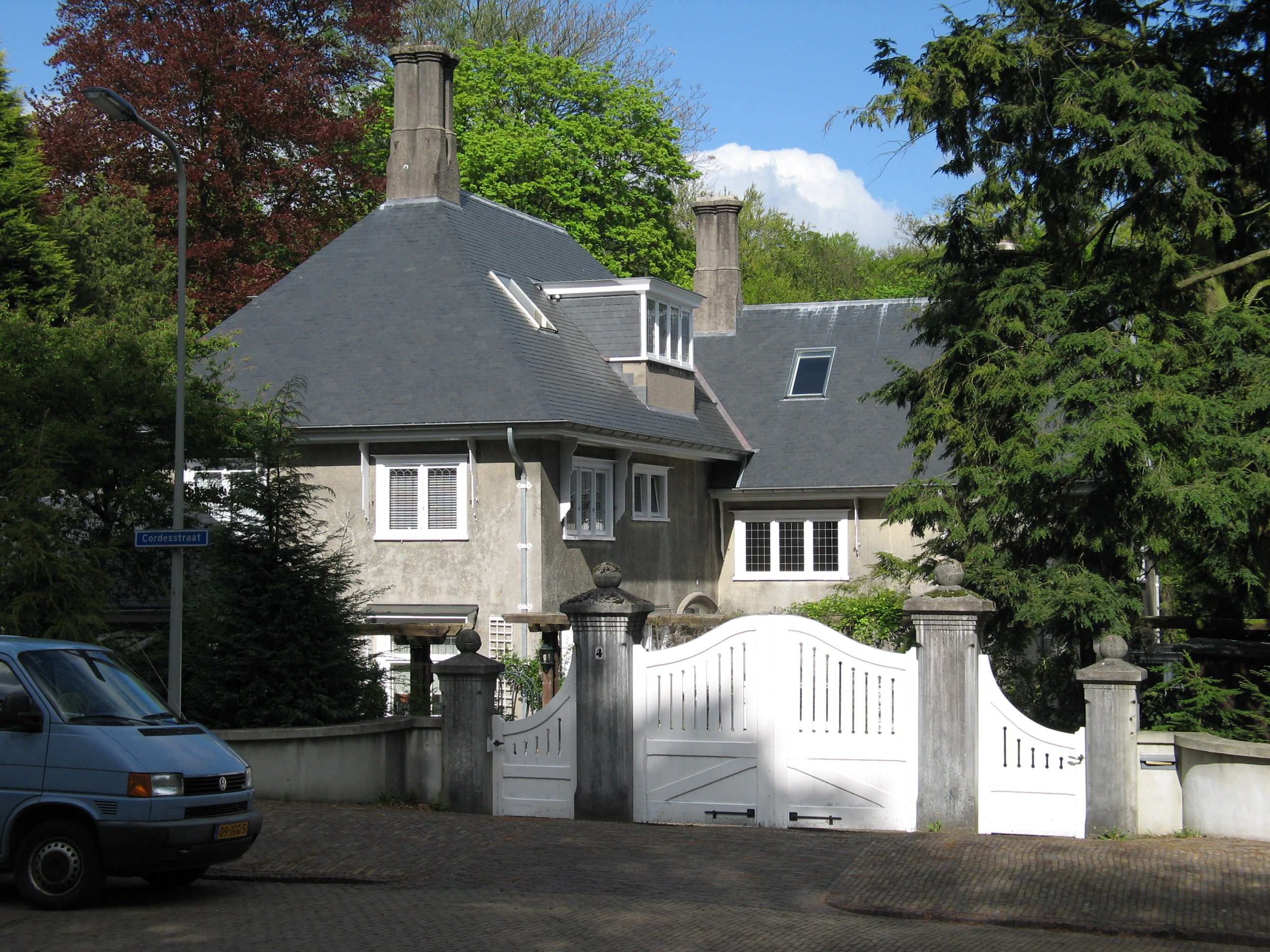
Cordesstraat 4

De Cordesstraat is vernoemd naar Hendrik Jan Cordes, wethouder van Arnhem van 1882 tot 1910. In 1912 besloot de gemeenteraad een straat naar hem te vernoemen. Zowel nummer 2 als nummer 4 hebben naast een adres aan de Cordesstraat ook een inrit aan de Zypendaalseweg en waren in handen van de familie Engelberts. Rijksmonument Cordesstraat 4 werd gebouwd voor bankier Charles Engelberts, een van de oprichters van Plateelbakkerij Ram. In 1950 werd dit de ambtswoning van de toenmalige burgemeester Matser. Het is gebouwd in de Engelse landhuisstijl van Sir Edwin Lutyens. Op nummer 2 woonde G.J. Engelberts, directielid van bankfirma E.C. Engelberts & Co..
Van 1915 tot 1973 stond aan de Cordesstraat 6 een villa van de familie Van der Goltz. In 1973 is deze gesloopt en vervangen door een appartementengebouw. Alleen de hekposten zijn nog origineel.

### Van Eckstraat
De Van Eckstraat is vernoemd naar burgemeester Jacob Nicolaas van Eck. De weg is aangelegd begin twintigste eeuw tussen Van Lawick van Pabststraat en Bakenbergseweg en kreeg zijn naam in 1903. Er staan veel eenvoudige woon- en winkelpanden in de straat en er waren veel kleine middenstanders en kunstschilders gevestigd.

### Izaak Evertslaan
De Izaak Evertslaan, tot 1915 Holleweg, vormt de noordelijke grens van de wijk. Izaak Everts was wethouder van Arnhem van 1883-1913. Hier staat de jongste oorspronkelijke bebouwing, gebouwd in de jaren 1925-1935. Nummer 4 is ontworpen door Evert Jan Rotshuizen, het landhuis op nummer 26 door de architecten Lucas Drewes en Jan Kuiler.
Aan de zuidzijde op de hoek van de Zijpendaalseweg staat een villa gebouwd in 1928-1929 naar een ontwerp van architect Willem van der Leck. Nummer 10 werd midden jaren dertig bewoond door B.J.A. Veth van carrosseriebedrijf Veth & Zoon.

### Jollesstraat
De Jollesstraat is vernoemd naar Albertus Richardus Jolles, gemeenteraadslid vanaf 1889 en wethouder van 1899 tot 1910. De gemeenteraad besloot in 1912 dat er een straat naar hem vernoemd zou worden. Het hertenkamp in Park Sonsbeek is in 1902 aangelegd op zijn kosten.
Nummer 1, gebouwd in 1912, en nummer 3 uit 1917, zijn gebouwd in Engelse landhuisstijl. Het landhuis op nummer 5 uit 1927 is ontworpen door Gerrit Feenstra.

### Van Lawick van Pabststraat

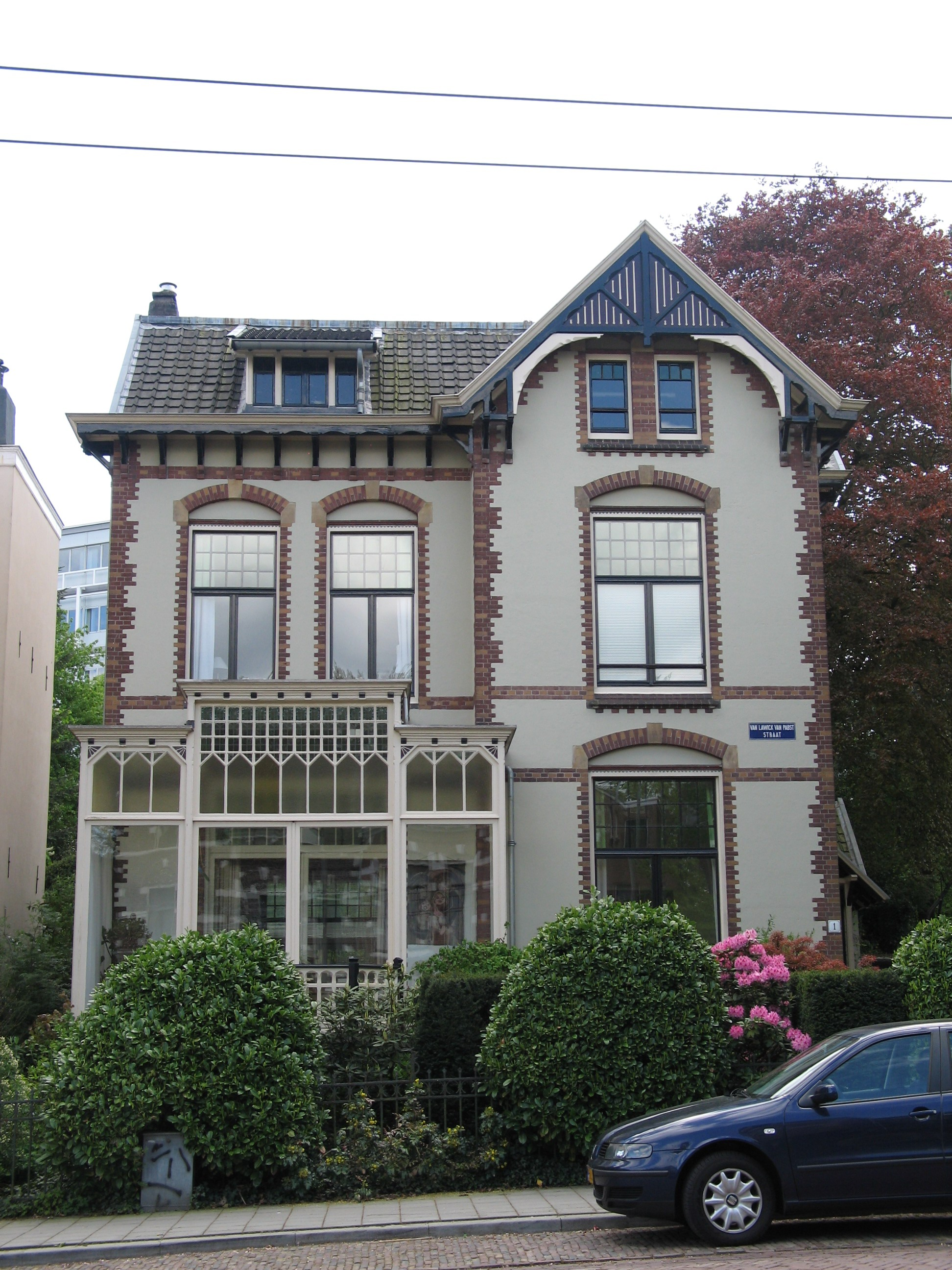
Van Lawick van Pabststraat 1

De Van Lawick van Pabststraat is vernoemd naar burgemeester van Lawick van Pabst van Nijevelt, burgemeester van Arnhem van 1884 tot 1899. In 1901 besloot de gemeenteraad een straat naar hem te vernoemen. De straat vormde, samen met de Sweerts de Landasstraat, een belangrijke verkeersader voor de wijk. Voor de Tweede Wereldoorlog liep door beide straten een tramlijn.
De straat kent verschillende rijksmonumenten waaronder de villa op nummer 1, gebouwd omstreeks 1905. De villa op nummer 3 wordt bewoond door kunstenaar Klaas Gubbels. Beide villa's zijn een mengvorm van neorenaissance, art nouveau en chaletstijl.
Nummer 31 heeft de status van rijksmonument en is ontworpen door Karel de Bazel in 1916. Lange tijd werd dit pand bewoond door kunstenaar Johan van Zweden en speelde in de Tweede Wereldoorlog een rol in het kunstenaarsverzet. Kunstenaars die zich niet aansloten bij de Nederlandsche Kultuurkamer traden op in besloten kring op zogenoemde Zwarte Avonden, en Van Zweden stelde regelmatig zijn huis hiervoor beschikbaar. Ook gaf hij onderdak aan vele onderduikers.
Het naastgelegen pand nummer 33, ook rijksmonument, is ontworpen en gebouwd door Granpré Molière in 1921.
Andere bekende bewoners van de straat waren kunstenaar Ad Gerritsen en architect Gerrit Feenstra die in de jaren dertig op nummer 70 woonachtig was in een door hemzelf ontworpen pand. Deze ging tijdens een brand in de Tweede Wereldoorlog verloren. Het balletgezelschap Introdans ontstond aan de van Lawick van Pabststraat 6 waar Ton Wiggers in 1969 een particuliere dansschool begon.
Ook acteur Edmond Classen en Liesbeth Brandt Corstius, kunsthistorica en oud-directeur van het Museum voor Moderne Kunst Arnhem, wonen in deze straat. Op nummer 28 woonde in de jaren negentig Robin Hartog Heijs van de Lier, voormalig wethouder van Arnhem.
Op nummer 18 zat tot midden jaren zeventig bordeel Claudia gevestigd. Op nummer 171 zat Caresse dat na verzet tot aan de Raad van State dicht ging in 1993. Het pand op de hoek van de Burgemeester Weertsstraat en de van Lawick van Pabststraat werd in 1955 gebouwd en ontworpen door architect Hans Heij in opdracht van winkelketen De Gruyter. Hij ontwierp twee jaar later ook het aangrenzende blok.

### Van Nispenstraat
De Van Nispenstraat is vernoemd naar Gneomar Adalbert van Nispen, gemeenteraadslid en wethouder van Arnhem van 1890 tot 1912. In 1912 besloot de gemeenteraad een straat naar hem te vernoemen. De eerste deel van de straat bestaat uit vrijwel aaneengesloten gevelwanden van herenhuizen, de meeste gebouwd tussen 1910-1920. Vanaf de kruising met de Jollesstraat staan er appartementengebouwen. Op de hoek met de Izaäk Evertslaan staat de Diaconessenkerk.
Het blok met nummers 1 tot 3a is ontworpen door architect Gerrit Feenstra in de stijl van het nieuwe bouwen. Ook het dubbele woonhuis in Amsterdamse Stijl, op de hoek met de Jollesstraat, is van zijn hand. Het is gebouwd in 1927.

### Van Pallandtstraat
De Van Pallandtstraat is vernoemd naar J.J.A.A. Baron van Pallandt, wethouder van Arnhem van 1836 tot 1841 en burgemeester van 1841 tot 1872. De gemeenteraad besloot in 1895 dat een straat naar hem te vernoemen. Zelf woonde hij jarenlang op de Zijpendaalseweg 91. Veel huizen in de Van Pallandtstraat hebben ornamenten of details in Jugendstill, bijvoorbeeld de nummers 30-36, 56-58 en nummer 60.
Het grote modernere pand op nummer 9 werd gebouwd in 1972 voor verzekeraar OHRA. Nummer 4 is het geboortehuis van anti-apartheidsactiviste Conny Braam.

### Röellstraat

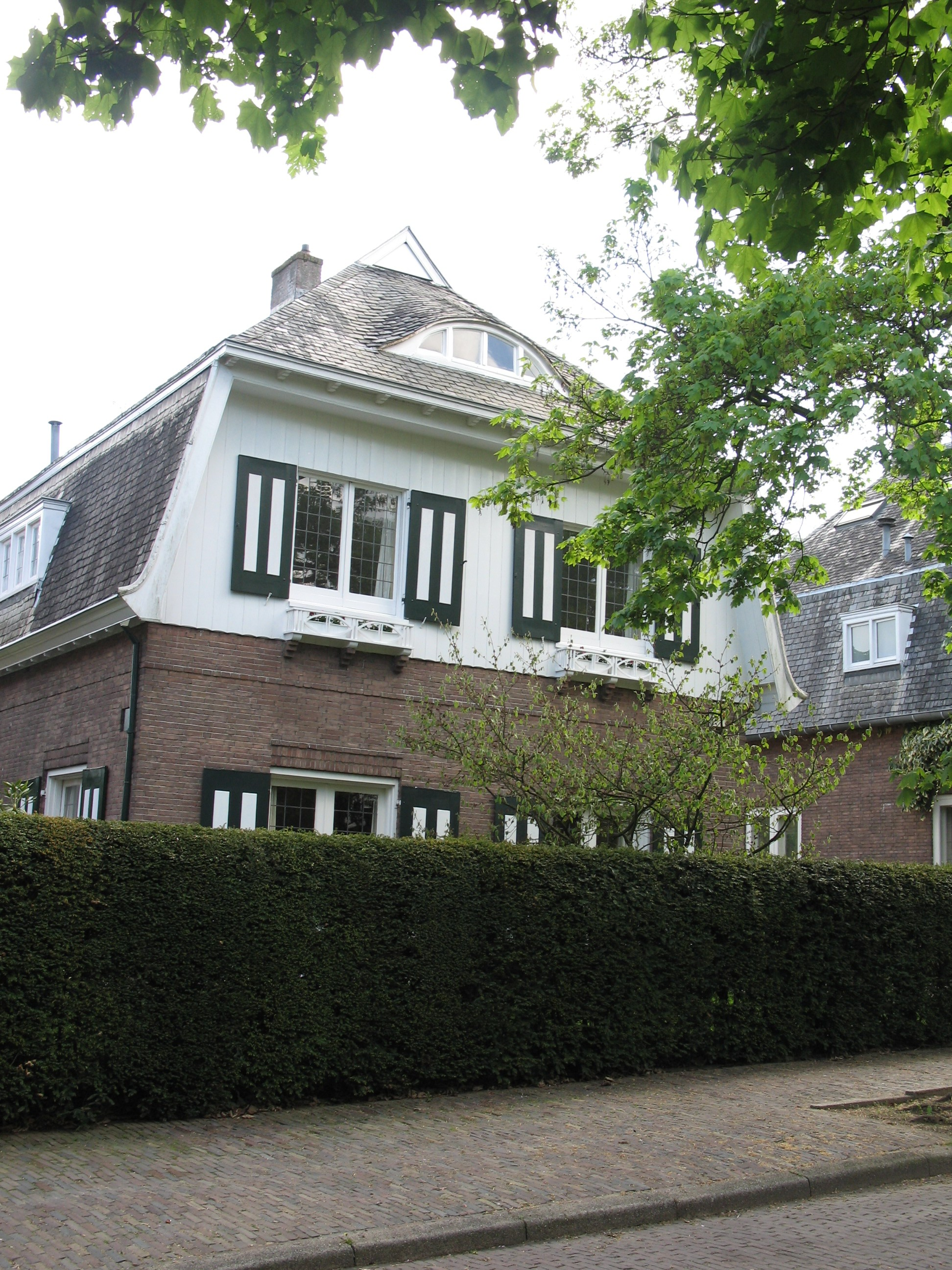
Röellstraat 9

De Röellstraat is vernoemd naar burgemeester Antonie Röell, burgemeester van Arnhem van 1904 tot 1910. In 1911 besloot de gemeenteraad een straat naar hem te vernoemen.
Nummer 2 - villa Zonnegaarde - is gebouwd in 1911 naar een ontwerp van De Bazel in opdracht van Gillis André de la Porte (1867-1940), directeur van de Arnhemse Verzekerings Maatschappij. In de Tweede Wereldoorlog kwam er een Wehrmachtskommandatur in het pand. Na de oorlog werd het pand gebruikt door de Britten, en later door de van de Limburg Stirumschool als Internaat Klein Tadema State. Tegenwoordig is het in gebruik als kantoorpand.
Nummer 8 is ontworpen door architect en later rijksbouwmeester Gijsbert Friedhoff in de stijl van de Amerikaanse architect Frank Lloyd Wright. Nummer 9 is een rijksmonument en werd samen met nummer 11 ontworpen door C.J. Hagenbeek. Nummer 14 werd rond 1960 bewoond door Arie Klapwijk, revalidatiearts en founding father van Het Dorp. Op nummer 3 woonde Frits de Nerée tot Babberich, eerste secretaris-generaal van het Europees Parlement. Het dubbele herenhuis op de nummers 13-15 werd ontworpen door architect en aannemer G.J. Agelink.

### Zijpendaalseweg

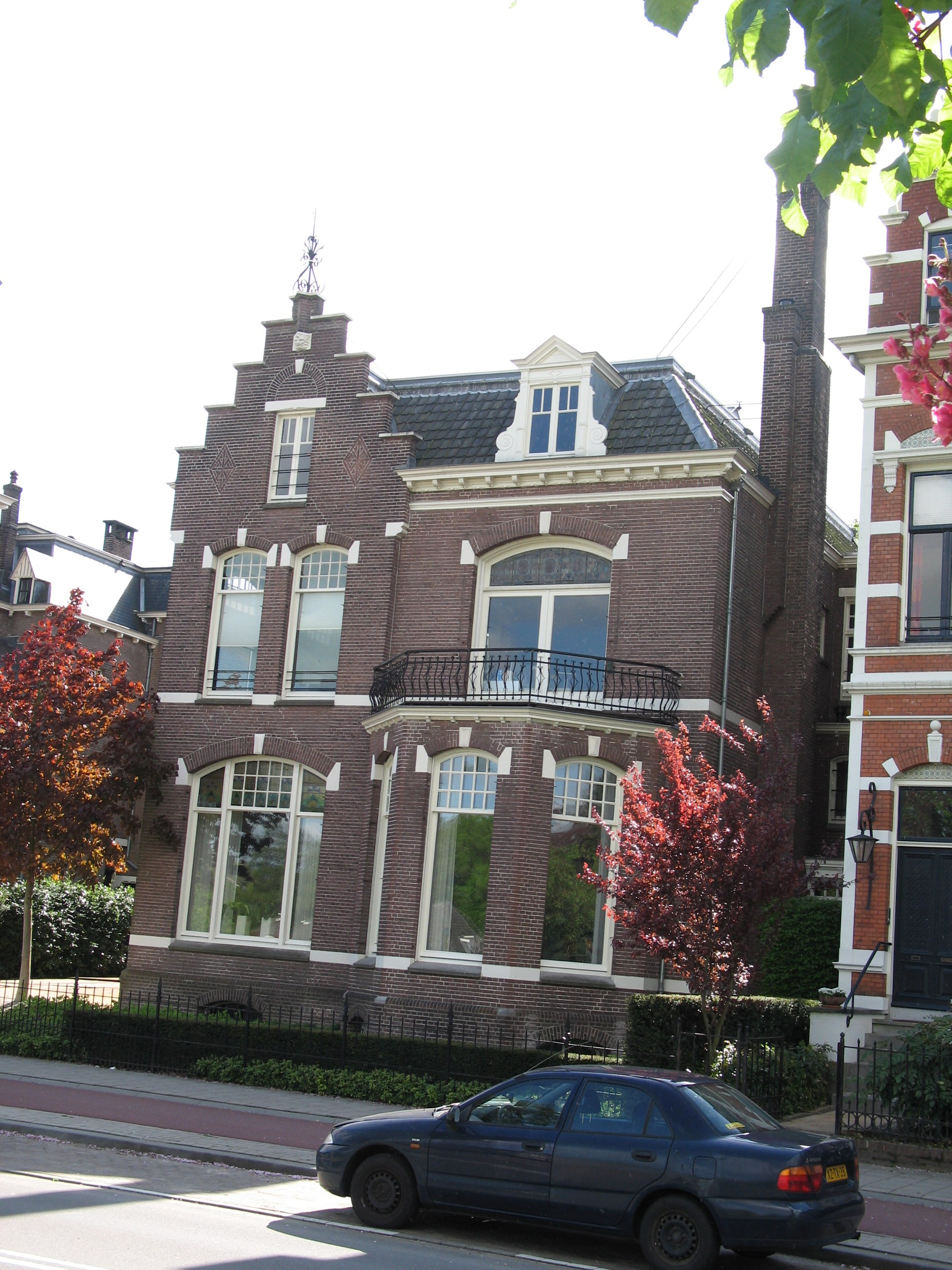
Zijpendaalseweg 71

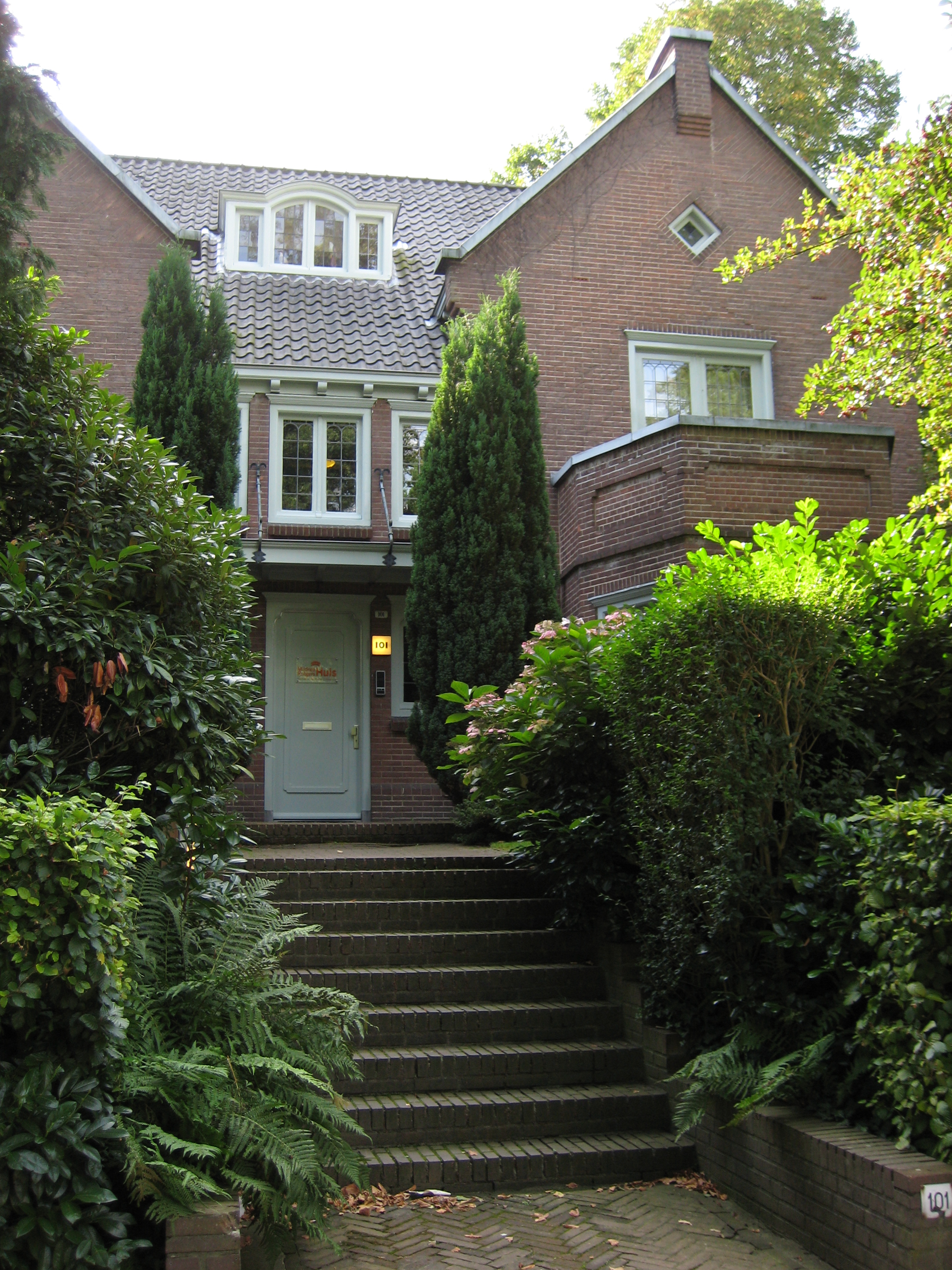
Abortuskliniek Mildredhuis

De oostelijke grens van de wijk wordt gevormd door de Zijpendaalseweg en het aan de overkant van deze weg gelegen Park Sonsbeek. De huizen op nummers 5 en 33 tot met 39 zijn gebouwd rond 1886 in de toenmalige buurt De Klap. De andere huizen tot aan het Burgemeestersplein zijn gebouwd rond 1905, met uitzondering van het huizenblok met nummer 3-3b dat is gebouwd in 1938-1939 op de plek van een afgebrande villa.
Tussen Burgemeestersplein en Van Pallandtstraat staan enkele panden gebouwd rond de jaren negentig van de negentiende eeuw. Tussen de Van Pallandtstraat en Burgemeester Weertsstraat zijn de huizen tussen 1905 en 1910.
Het huis op nummer 1 was onder meer een apotheek en huisartsenpraktijk. In de jaren dertig en veertig hield dokter Just Göbel hier praktijk. Göbel was ook keeper van Vitesse.
Voorbij de Bouriciusstraat zijn mogelijk enkele panden ontworpen door architect Willem Diehl. Op nummer 51-51a heeft vroeger onder meer Baron van der Feltz gewoond, op 53a een rechter uit de familie van der Does. Het pand op nummer 91 was in 1940 van C.L.M. Bijl de Vroe en speelde een rol in het verzet tijdens de Tweede Wereldoorlog. Er werden onder meer wapens, goud en muntgeld bewaard. Bijl de Vroe werd gearresteerd in november 1944. Hij overleed maart 1945 aan hongeroedeem in concentratiekamp Neuengamme.
Op nummer 101 is in een pand uit 1911 het Mildredhuis gevestigd, Nederlands eerste abortuskliniek.

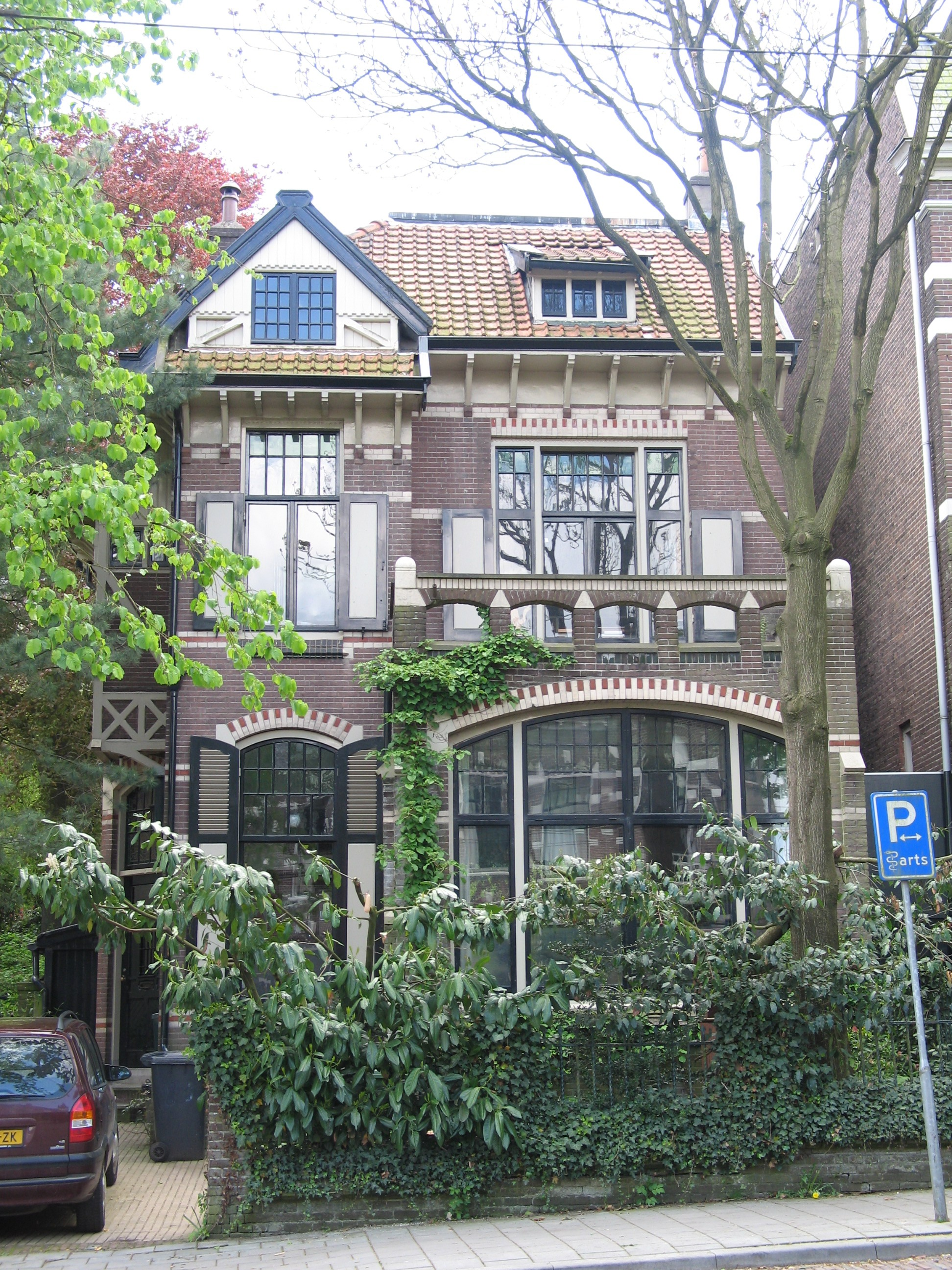
Van Lawick Van Pabststraat 3
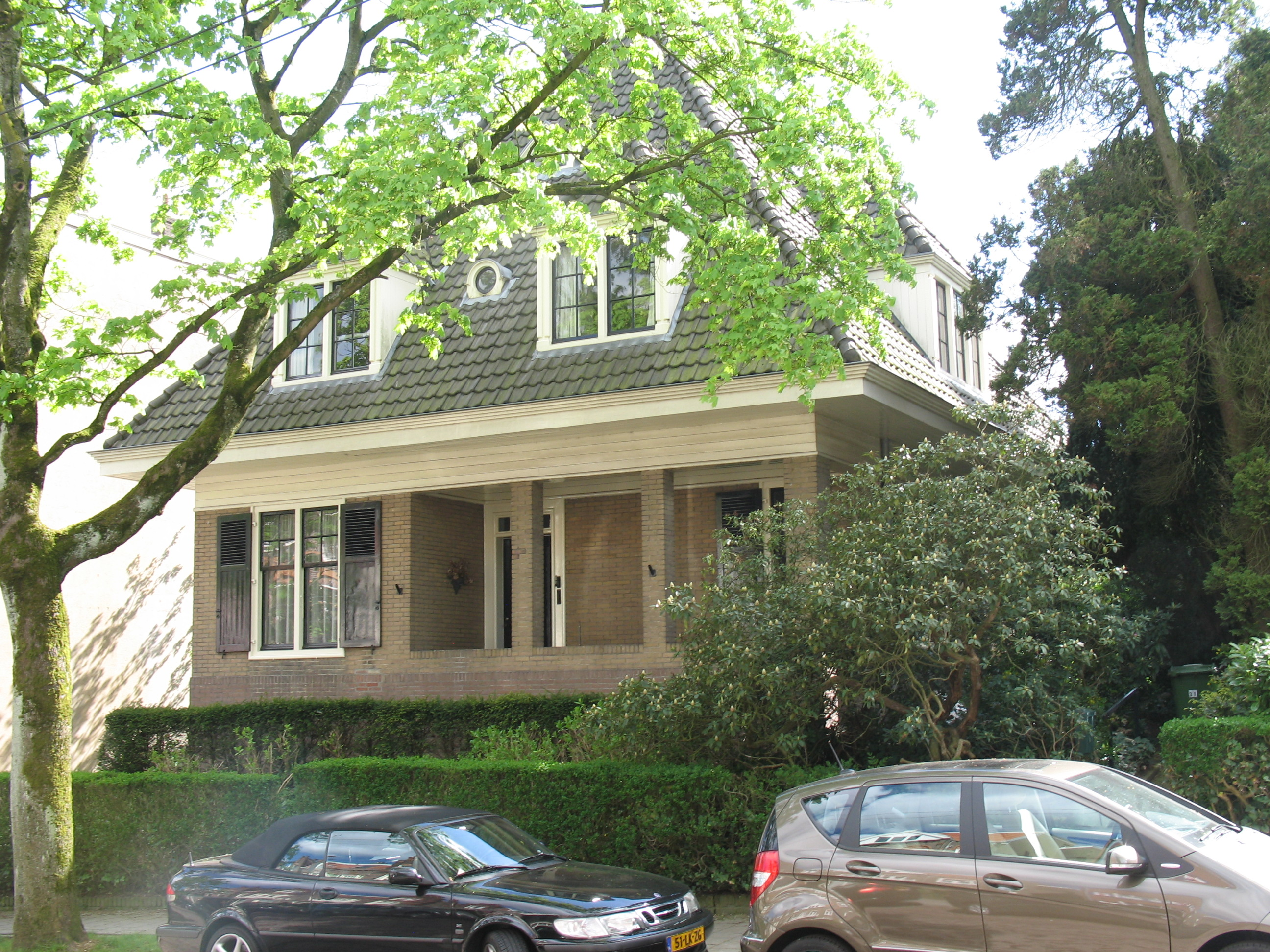
Van Lawick Van Pabststraat 31
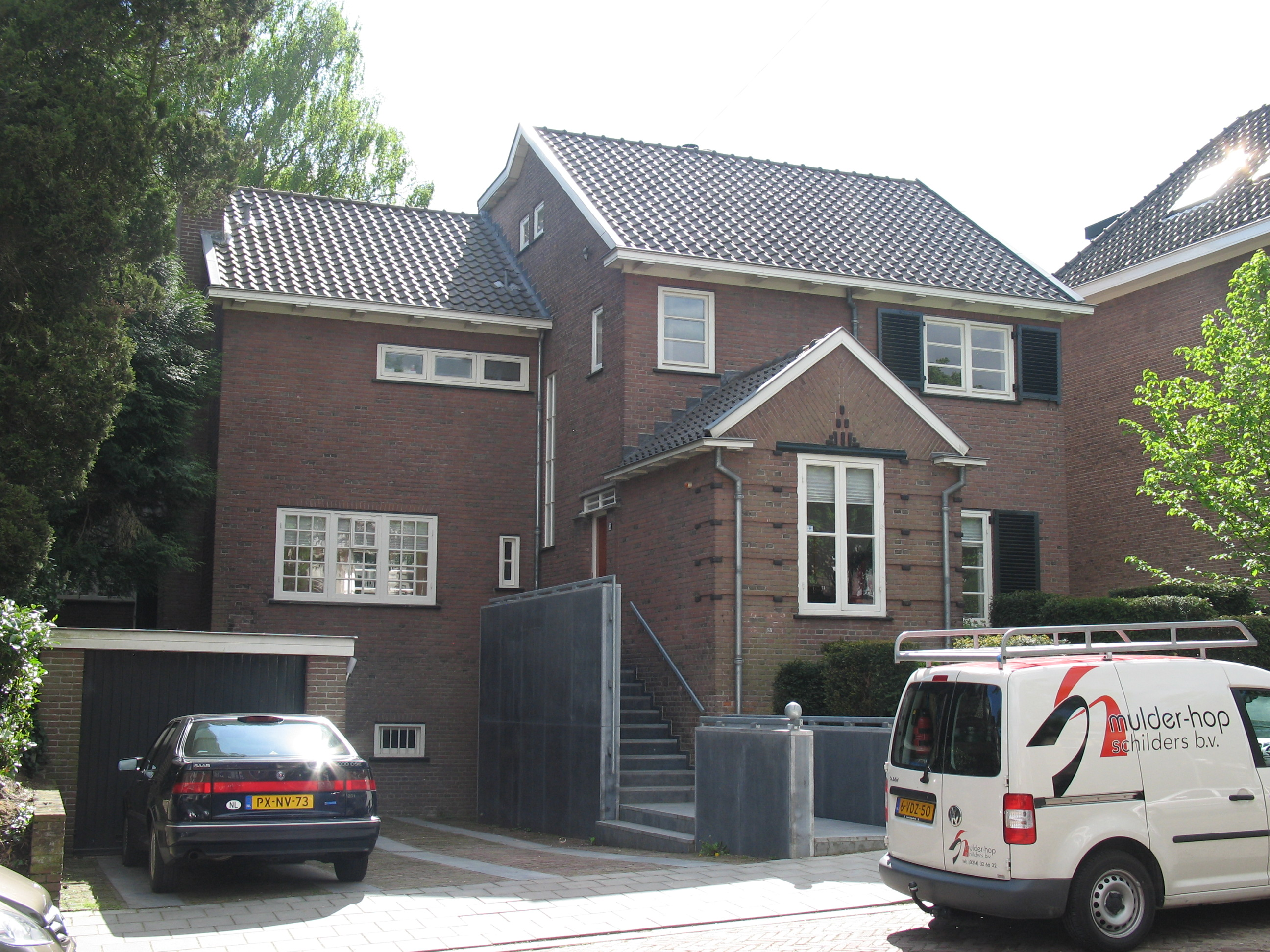
Van Lawick Van Pabststraat 33
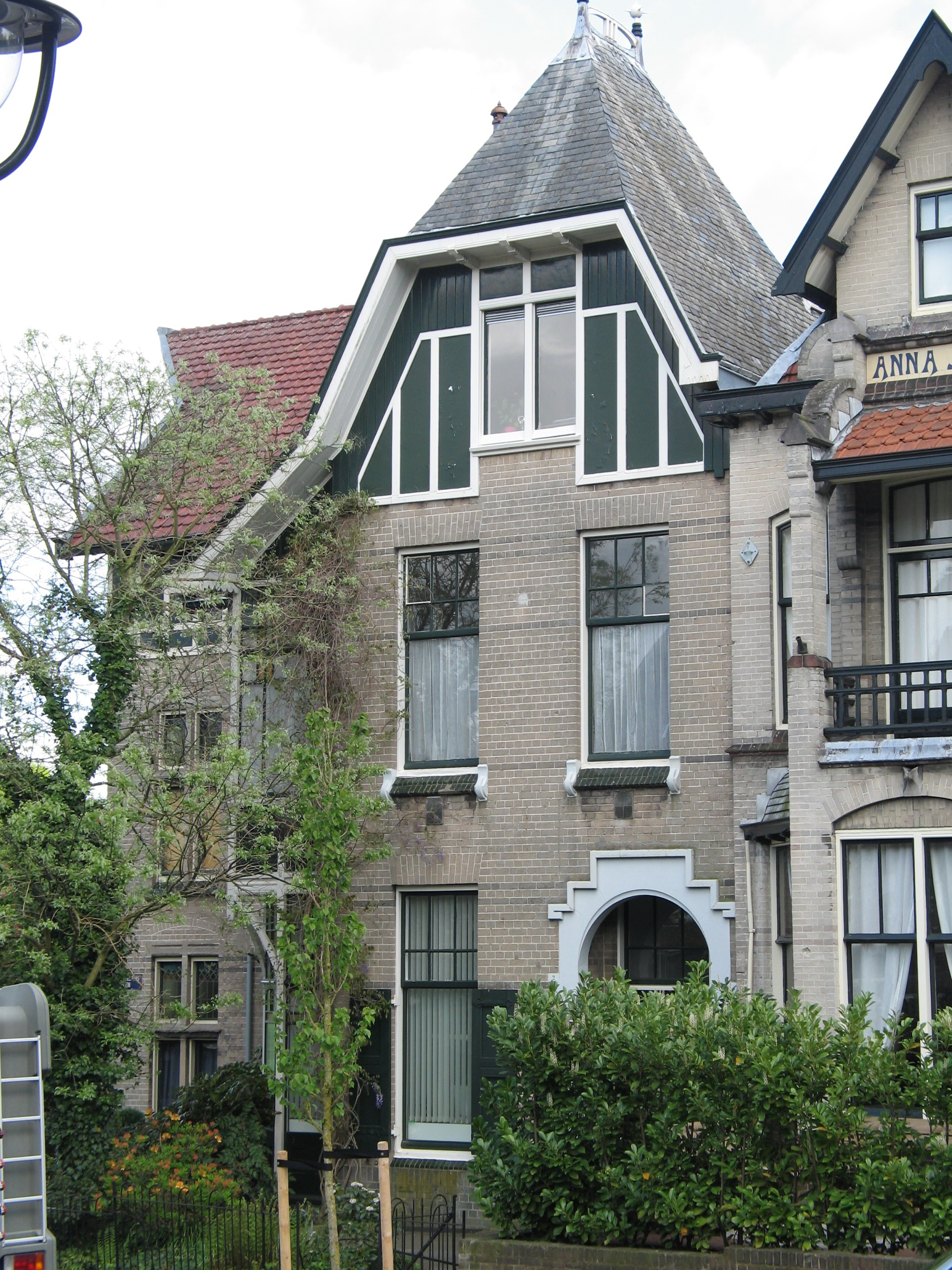
Burgemeesterplein 2
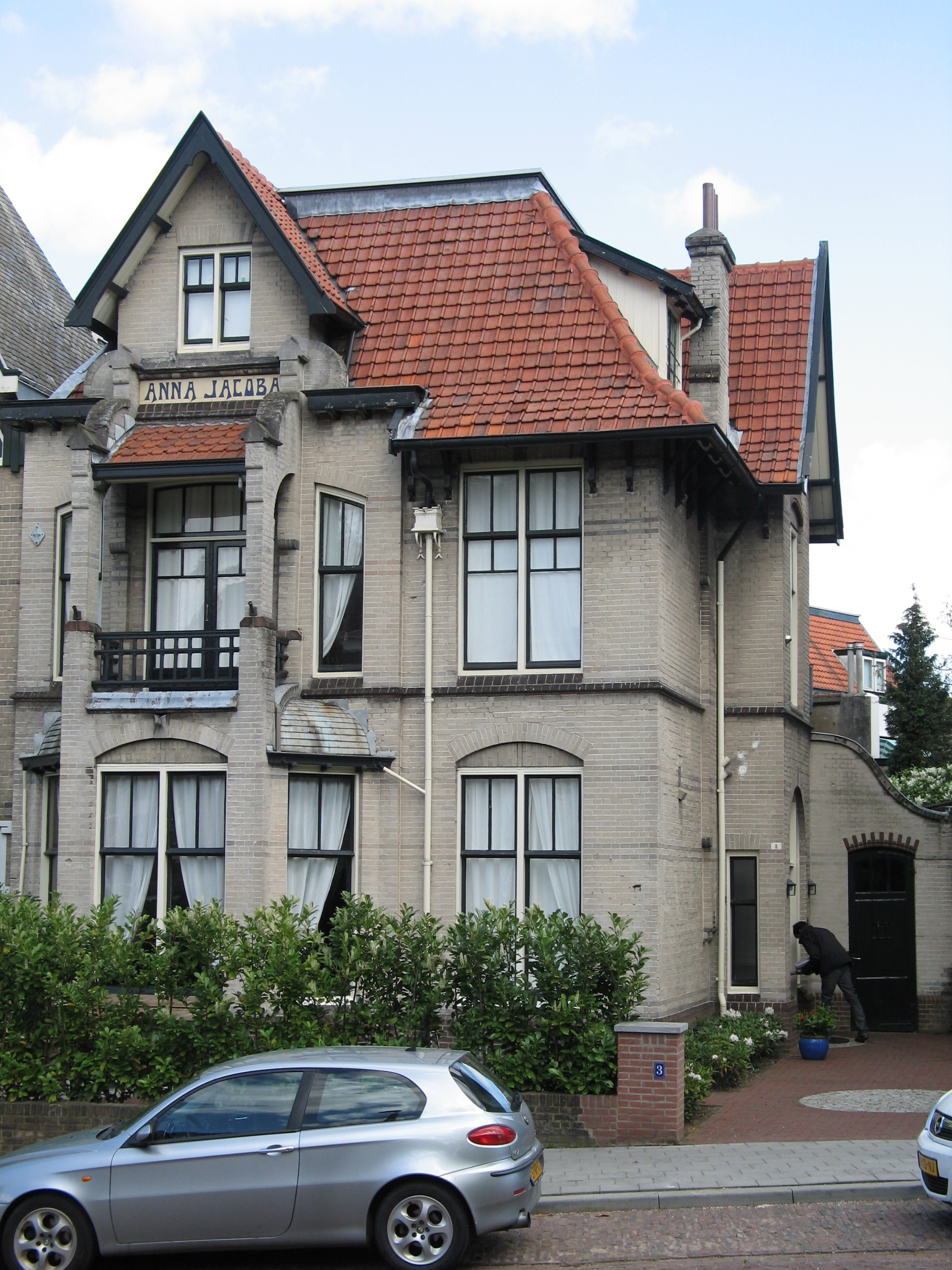
Burgemeesterplein 3
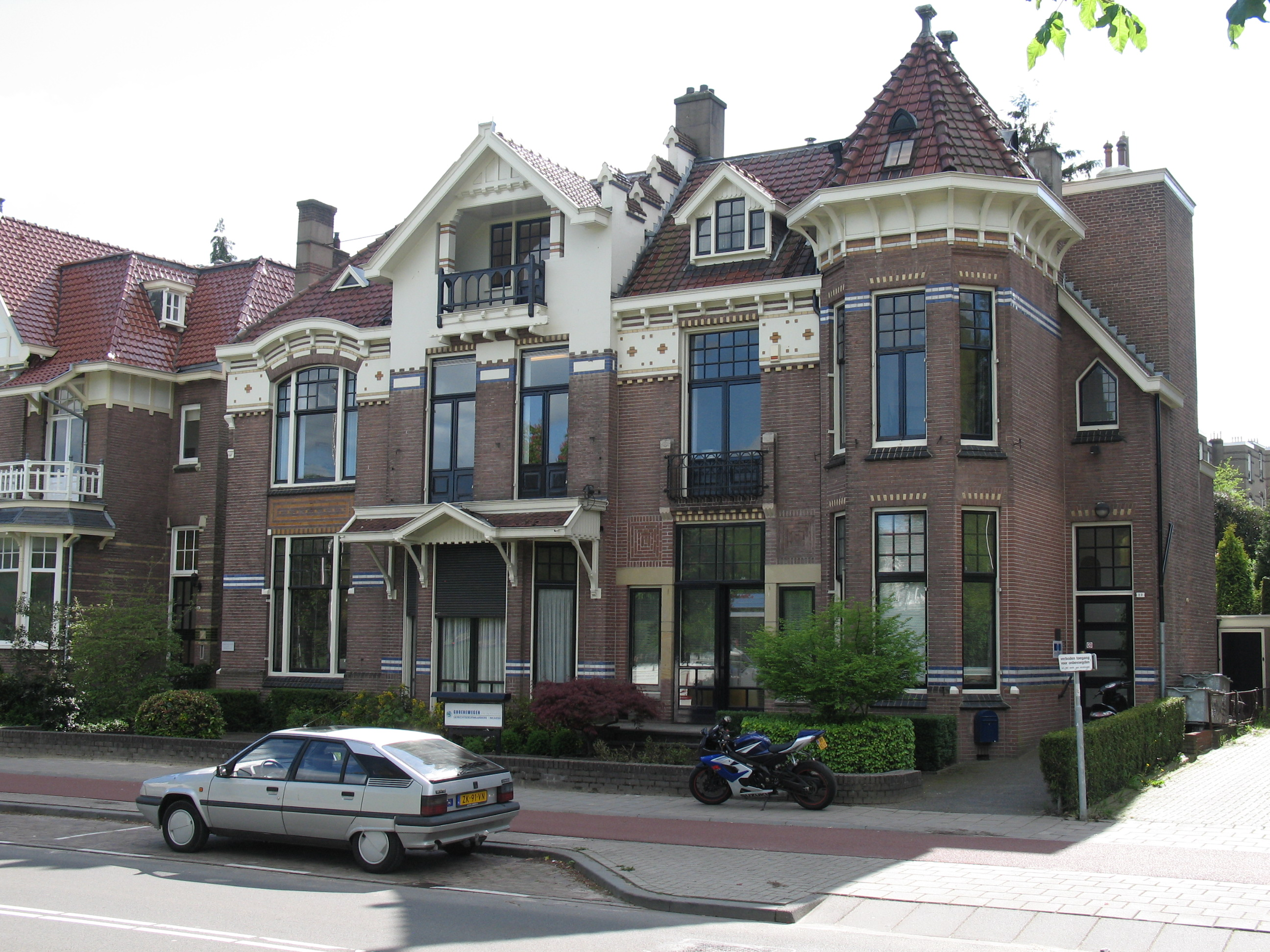
Zijpendaalseweg 87-89